# Ligota Mała (Ligota Wołczyńska)
Ligota Mała – przysiółek wsi (do 31 grudnia 2002 Folwark) Ligota Wołczyńska w Polsce, położona w województwie opolskim, w powiecie kluczborskim, w gminie Wołczyn.